# 米爾山 (奧次地)
79°26′S 157°52′E / 79.433°S 157.867°E
米爾山（英語：Mill Mountain）是南極洲的山峰，位於奧次地，屬於庫克山脈的一部分，海拔高度2,730米，由英國探險隊發現，美國地質調查局根據測量和該國海軍的空中照片繪入地圖，現時由南極條約體系管理。